# 市西街道 (滨州市)
市西街道，是中华人民共和国山東省滨州市滨城区下辖的一个乡镇级行政单位。

## 行政区划
市西街道下辖以下地区：
徐家社区、康家社区、欣民社区、利民社区、益民社区、兴民社区、许家社区、魏家社区、张八棍社区、西碾李社区、陈家社区、高梅社区、南杨社区、东碾李社区、张蒋社区、大梅社区、董家社区、东谢社区、大有崔社区、丁口社区、棒棰孙社区、亚药刘社区、双庙刘社区、北孝社区、鳌头周社区、洼于社区、下坡李社区、西谢家社区、北赵社区、油房李社区、中孝村社区、姬家沟社区、李茂家社区、菜园李社区、宋家庄社区、李家口社区、杨家庄社区、张家庄社区、小街社区、东韩社区、小新庄社区、南卜家社区、新光社区、裕民社区、泰山社区和堤东赵村。